# Cyril Mango
Cyril Alexander Mango (* 14. April 1928 in Istanbul; † 8. Februar 2021) war ein britischer Byzantinist.

## Leben und Werk
Cyril Mango wurde 1928 in Istanbul als einer von drei Söhnen einer griechisch-englisch-russischen Familie geboren; seine Eltern waren Alexander A. und Adelaide (Damonov) Mango, ein Bruder war der Historiker, Journalist und Türkeispezialist Andrew Mango (1926–2014). Nach seiner schulischen Grundausbildung in Istanbul studierte er Klassische Philologie an der University of St Andrews (MA 1949). 1953 wurde er an der Sorbonne promoviert.
Er begann seine wissenschaftliche Laufbahn 1955 an der Dumbarton Oaks Research Library and Collection in Washington, D.C., einem Forschungsinstitut der Harvard University, zunächst als Instructor, ab 1955 als Lecturer, ab 1958 als Associate Professor und ab 1961 als Professor of Byzantine Archaeology. 1963 bis 1968 wechselte er als Koraes Professor of Modern Greek and Byzantine History, Language and Literature an das King’s College London, kehrte jedoch 1968 als Professor of Byzantine Archaeology wieder nach Dumbarton Oaks zurück. Von 1973 bis zu seiner Emeritierung 1995 lehrte er als Bywater and Sotheby Professor of Byzantine and Modern Greek Language and Literature an der University of Oxford.
Mango war als einer von wenigen Wissenschaftlern auf allen Gebieten der Byzantinistik tätig: der Philologie, der Geschichte, der Epigraphik und der Archäologie. Er kann als einer der bedeutendsten Byzantinisten des 20. Jahrhunderts gelten. 1976 wurde er Mitglied der British Academy, 1992 in die American Academy of Arts and Sciences gewählt und 2002 wurde er korrespondierendes Mitglied der Académie des inscriptions et belles-lettres.
Cyril Mango war in dritter Ehe mit der Archäologin und Historikerin Marlia Mundell Mango verheiratet. Er starb im Februar 2021 im Alter von 92 Jahren.

## Veröffentlichungen
Siehe Schriftenverzeichnis: List of publications of Cyril Mango. In: ΑΕΤΟΣ. Studies in honour of Cyril Mango presented to him on April 14, 1998 (Stuttgart 1998) S. XIII–XX.

### Monographien
- The Brazen House. A study of the vestibule of the imperial palace of Constantinople (= Arkaeologisk-kunsthistoriske Meddelelser af det Kongelige Danske Videnskabernes Selskab. Band 4, 4). Kopenhagen 1959 (Dissertation).
- Materials for the study of the mosaics of St. Sophia at Istanbul (= Dumbarton Oaks Studies. Band 8). Dumbarton Oaks Research Library and Collection, Washington 1962.
- mit Ekrem Akurgal, Richard Ettinghausen: Die Türkei und ihre Kunstschätze. Das Anatolien der frühen Königreiche, Byzanz, die islamische Zeit. Genf 1966.
- The art of the Byzantine empire 312–1453. Sources and documents. Englewood Cliffs 1972; Neudruck Toronto 1986.
- Architettura bizantina. Mailand 1974.
  - Deutsche Ausgabe: Byzantinische Architektur. Stuttgart 1975.
  - Englische Ausgabe: Byzantine architecture. New York 1976.
  - Französische Ausgabe: Architecture byzantine. Paris 1981.
- Byzantine literature as a distorting mirror. An inaugural lecture delivered before the University of Oxford on 21 May 1974. Clarendon Press, Oxford 1975.
- Byzantium. The empire of new Rome. Weidenfeld and Nicolson, London 1980.
- Byzantium and its image. History and culture of the Byzantine empire and its heritage. Variorum, London 1984.
- Le développement urbain de Constantinople, IVe–VIIe siècles. Paris 1985. Réimpression conforme à l’édition de 1985 augmentée d’addenda de l’auteur. (= Travaux et mémoires du Centre de recherche d’histoire et civilisation de Byzance. Monographies 2). Paris 1990
- Studies on Constantinople. Variorum, Aldershot 1993 (gesammelte kleine Studien zu Konstantinopel).
- mit Ahmed Ertuğ: Hagia Sophia. A vision for empires. Ertuğ & Kocabıyık, Istanbul 1997.
- mit Stéphane Yerasimos: Melchior Lorichs Panorama of Istanbul, 1559. Commentary text. Ertug & Kocabıyık, Istanbul 1999.
- mit Ahmed Ertuğ: Chora. The scroll of heaven. Ertuğ & Kocabıyık, Istanbul 2000.

### Texteditionen
- The homilies of Photius, Patriarch of Constantinople (= Dumbarton Oaks Studies 3). Transl., introd. & comm. Cambridge, Mass., Harvard University Press 1958.
- Nikephoros, Patriarch of Constantinople, Short history. Text, transl., and commentary (= Corpus fontium historiae Byzantinae, Series Washingtoniensis 13 = Dumbarton Oaks texts 10). Washington, DC, Dumbarton Oaks Research Library and Collection 1990.
- The chronicle of Theophanes Confessor: Byzantine and Near Eastern history, AD 284–813. Transl. with introd. and commentary by Cyril Mango and Roger Scott. Oxford, Clarendon Press 1997.
- The correspondence of Ignatios the Deacon. Text, translation, and commentary (= Corpus fontium historiae Byzantinae, Series Washingtoniensis 39 = Dumbarton Oaks texts 11). Washington, DC, Dumbarton Oaks Research Library and Collection 1997.

### Herausgeberschaften
- (Hrsg.): The Oxford history of Byzantium. Oxford, Oxford University Press 2002, ISBN 978-0-19-814098-6

### Nachträge zum Schriftenverzeichnis
- La voix des monuments. In: Mélanges de l’École Française de Rome: Moyen âge 110 (1998), S. 931–939.
- Where at Constantinople was the monastery of Christos Pantepoptes? In: Deltion tes Christianikes Archaiologikes Hetaireias 20 (1998), S. 87–88.
- The origins of the Blachernae shrine at Constantinople. In: Radovi XIII. Međunarodnog kongresa za starokršćansku arheologiju. Acta XIII Congressus Internationalis Archaeologiae Christianae. Split – Poreč 25.9.–1.10.1994 (Split 1998), Bd. 2, S. 61–76.
- The triumphal way of Constantinople and the Golden Gate. In: Dumbarton Oaks Papers 54 (2000) 173–188 (PDF).
- From Constantinople to Cologne: the three Magi. In: Polypleuros nus. Miscellanea für Peter Schreiner zu seinem 60. Geburtstag (München, Leipzig 2000), S. 200–203.
- Constantinople as Theotokoupolis. In: Mother of God. The representation of the Virgin in Byzantine art. Athen, Mailand 2000, S. 17–25.
- The shoreline of Constantinople in the fourth century. In: Byzantine Constantinople. Monuments, topography and everyday life. Leiden 2001, S. 17–28.
- Ninth- to eleventh-century Constantinople: the cultural context. In: Sharon E. J. Gerstel (Hrsg.): A lost art rediscovered. Baltimore 2001, S. 5–11.
- Sir Steven Runciman, 07.07.1903–01.11.2000. In: Byzantinische Zeitschrift 94 (2001), S. 911–912.
- Le mystère de la XIVe région de Constantinople. In: Travaux et Mémoires du Centre de recherche d’Histoire et Civilisation de Byzance 14 (2002), S. 449–545.
- A memorial to the emperor Maurice? In: Deltion tes Christianikes Archaiologikes Hetaireias 24 (2003), S. 15–20.
- Septime Sévère et Byzance. In: Comptes-rendus de l’Académie des Inscriptions et Belles-Lettres (2003), S. 593–608.
- A fake inscription of the empress Eudocia and Pulcheria’s relic of Saint Stephen. In: Nea Rhome 1 (2004), S. 23–34.